# Pierre Gobert

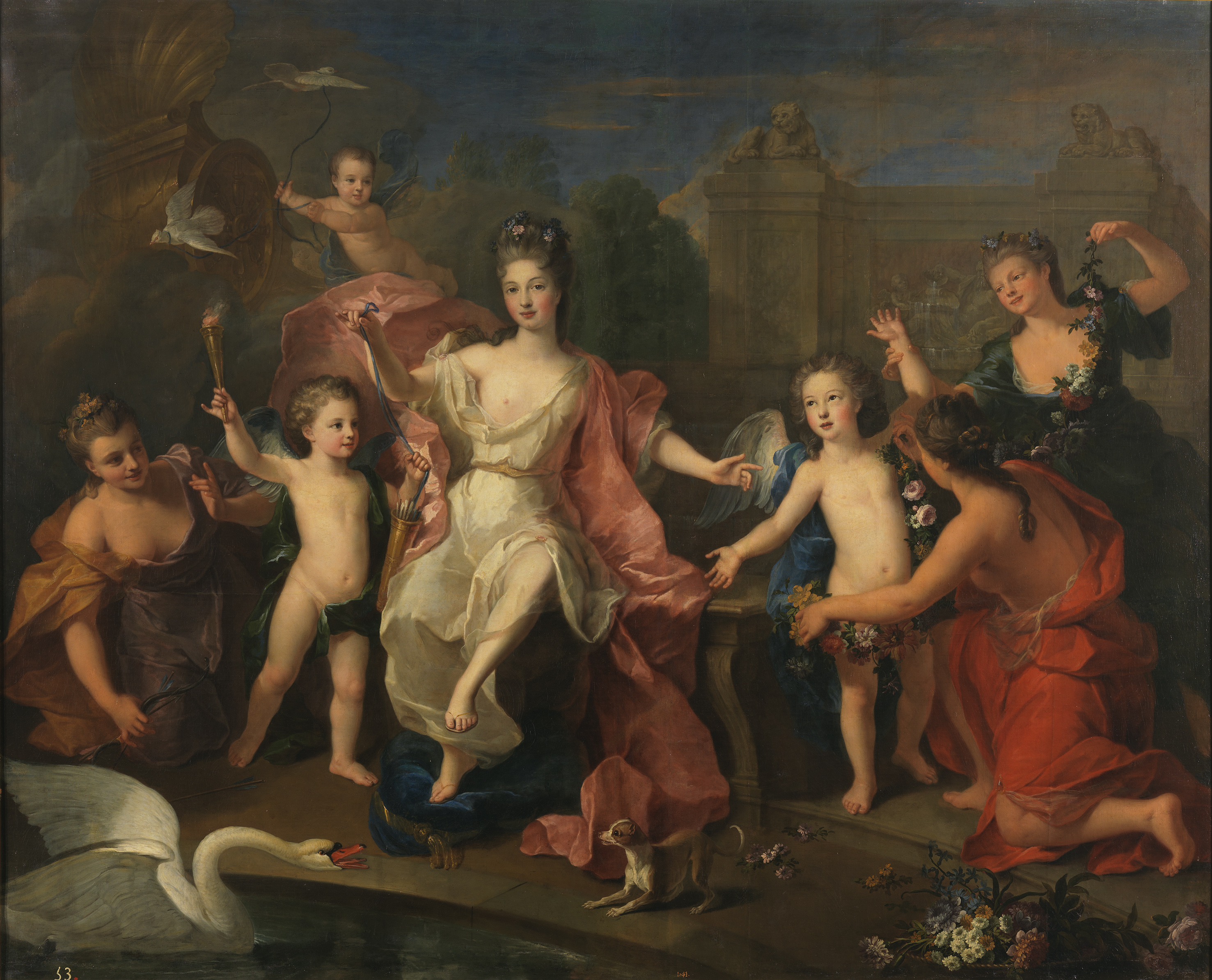
María Adelaida de Saboya, duquesa de Borgoña con sus hijos, 1712, óleo sobre lienzo, 216 x 268 cm, Madrid, Museo del Prado.

Pierre Gobert (Fontainebleau, 1662-París, 13 de febrero de 1744), fue un pintor francés especializado en retratos.

## Biografía
Hijo del escultor Jean Gobert, llegó a ser un respetado pintor de la corte francesa en los años finales del reinado de Luis XIV, valorado principalmente como retratista de las grandes damas de la corte, como demuestra el elevado número de sus retratos conservados. Después de trabajar en Múnich, en 1701 fue admitido en la Académie royale de peinture et sculpture en su condición de retratista y en 1724 fue elegido miembro de su junta directiva.
Entre las personalidades de la corte de Versalles por él retratadas se encuentran el futuro Luis XV siendo aún niño, del que un ejemplar se conserva en el Museo del Prado con otros siete retratos de Gobert, Luisa Adelaida de Orleans (Museo del Hermitage), las princesas de Condé y Conti (Palacio de Versalles), María Luisa Isabel de Orleans, duquesa de Berry (Prado), mademoiselle de Clermont (Royal Collection) o mademoiselle de Chartres (Palacio de Versalles). 

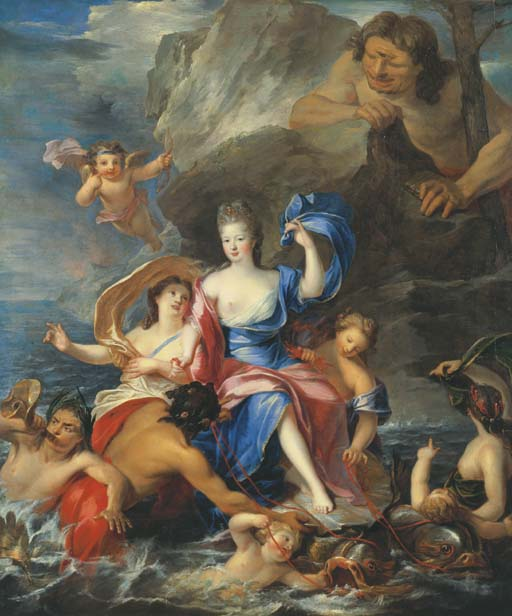
Mademoiselle de Blois como Galatea triunfante, 1692, óleo sobre lienzo, 166 x 140 cm, colección privada.

Al modo de Jean-Marc Nattier, los retratos de Gobert incorporaron en ocasiones referencias mitológicas, como sucede con el de Carlota Aglaé de Orleans en el papel de Hebe (Palacio de Versalles), o el retrato de grupo de María Adelaida de Saboya, duquesa de Borgoña con sus hijos (Museo del Prado), retratada como Venus con sus propios hijos como cupidos.